# مورچه‌مرغ خط‌سفید
مورچه‌مرغ خط‌سفید (نام علمی: Myrmoborus lophotes) گونه‌ای از پرندگان تیرهٔ مورچه‌مرغان (Thamnophilidae) است که در بولیوی، برزیل و پرو یافت می‌شود. زیستگاه‌های طبیعی آن جنگل‌های جلگه‌ای نمناک نیمه‌گرمسیری یا گرمسیری و جنگل‌های پیشین به شدت تخریب‌شده است.